# São João da Serra
São João da Serra este un oraș în Piauí (PI), Brazilia.